# Johan Kalifa Bals
Johan Kalifa Bals (Bamako, 28 januari 1984) is een Malinees-Belgisch acteur en zanger. Bij het grote publiek is hij hoofdzakelijk bekend als politie-inspecteur Obi Basu uit Echte Verhalen: De Buurtpolitie.

## Biografie
Toen hij 7 maanden oud was werd Johan Kalifa Bals geadopteerd door Belgische adoptieouders en is hij opgegroeid in Brasschaat.
Johan Kalifa studeerde aan het conservatorium in Brussel en ging na zijn opleiding in 2008 meteen aan de slag bij kunstwerkplaats Sering van Mia Grijp, waar hij samenwerkt met Rebecca Huys, Noureddine Farihi, Rania Gaaloul en Souliman De Croock. Momenteel is hij daar ook bestuurslid bij KUZO, een leerwerkplaats voor participatief drama. Sociaal theater is voor Johan Kalifa een interessepunt.
Johan Kalifa is te horen in diverse concertante voorstellingen met onder andere Ann Lauwereins.  
In 2012 was hij tevens een van de stichtende leden en algemeen leider van Het Nieuw Muziektheater Brasschaat. Zijn vaste zangleerkracht is Pascale De Turck.

## Theater/musical
- KULIBALI (2008-2009): een autobiografisch toneelstuk, in regie van Rebecca Huys, over de adoptie van Johan Kalifa en de relatie met zijn vader. Hij speelde in eerste instantie met Gina Brondeel, daarna nam Rebecca Huys de tegenrol voor haar rekening.
- Uitgeperst (2010): een satire over het verval van de onderzoeksjournalistiek in Vlaanderen. Een theaterstuk in regie van Mia Grijp, met Rania Gaaloul, Souliman De Croock en Rebecca Huys.
- SWCHWRM (2010-2011): een productie van Het Toneelhuis , in regie van Guy Cassiers. SWCHWRM is een ode aan het schrijven en de verbeelding, maar ook aan de rijkdom en de muziek van de talen.
- Er was eens (2018): een musicalproductie van Deep Bridge waar Johan Kalifa een van de hoofdrollen vertolkte als prins Florian.
- Fierce (2019): een theaterproductie geënt op de Stonewall Riots 69, in regie van Lieven Debrauwer.
- Een handafhakking in Spokane (2020): een zwarte komedie waarin hij samen speelt met Bart Van Avermaet, Tina Maerevoet en Bert Cosemans in regie van Robert Sian en in vertaling van Brigitte De Man.

## Televisie
- Echte Verhalen: De Buurtpolitie: politie-inspecteur Obi Basu (2015-2019)

## Filmografie
- De Buurtpolitie: De Grote Geldroof (2016): Obi Basu
- De Buurtpolitie: De Tunnel (2018): Obi Basu
- De Buurtpolitie: Het Circus (2019): Obi Basu

## Zangcarrière
Na zijn opleiding aan het conservatorium in Brussel is Johan Kalifa Bals als zanger professioneel aan de slag gegaan. Tot op heden voorziet hij nog steeds optredens met zijn vaste pianist.
De zangcarrière van Johan Kalifa heeft een boost gekregen sinds januari 2019 waar hij voor de eindejaarsuitzending (De Loftrompetten) van MENT TV zijn eerste single "Vlaanderen", een nummer van Paul Van Vliet, mocht brengen. Sindsdien vind je hem terug in de hitlijsten van Vlaanderen en Nederland.
- Januari 2019: Vlaanderen (Paul Van Vliet)